# Maritxu Kajoi
Maritxu Kajoi (uitspraak: marietshu kagoi) is een Baskisch feest dat elke eerste vrijdag van oktober gevierd wordt in Arrasate (Mondragon in het Spaans), een dorp van rond de 23.000 mensen in de provincie Gipuzkoa in Baskenland.

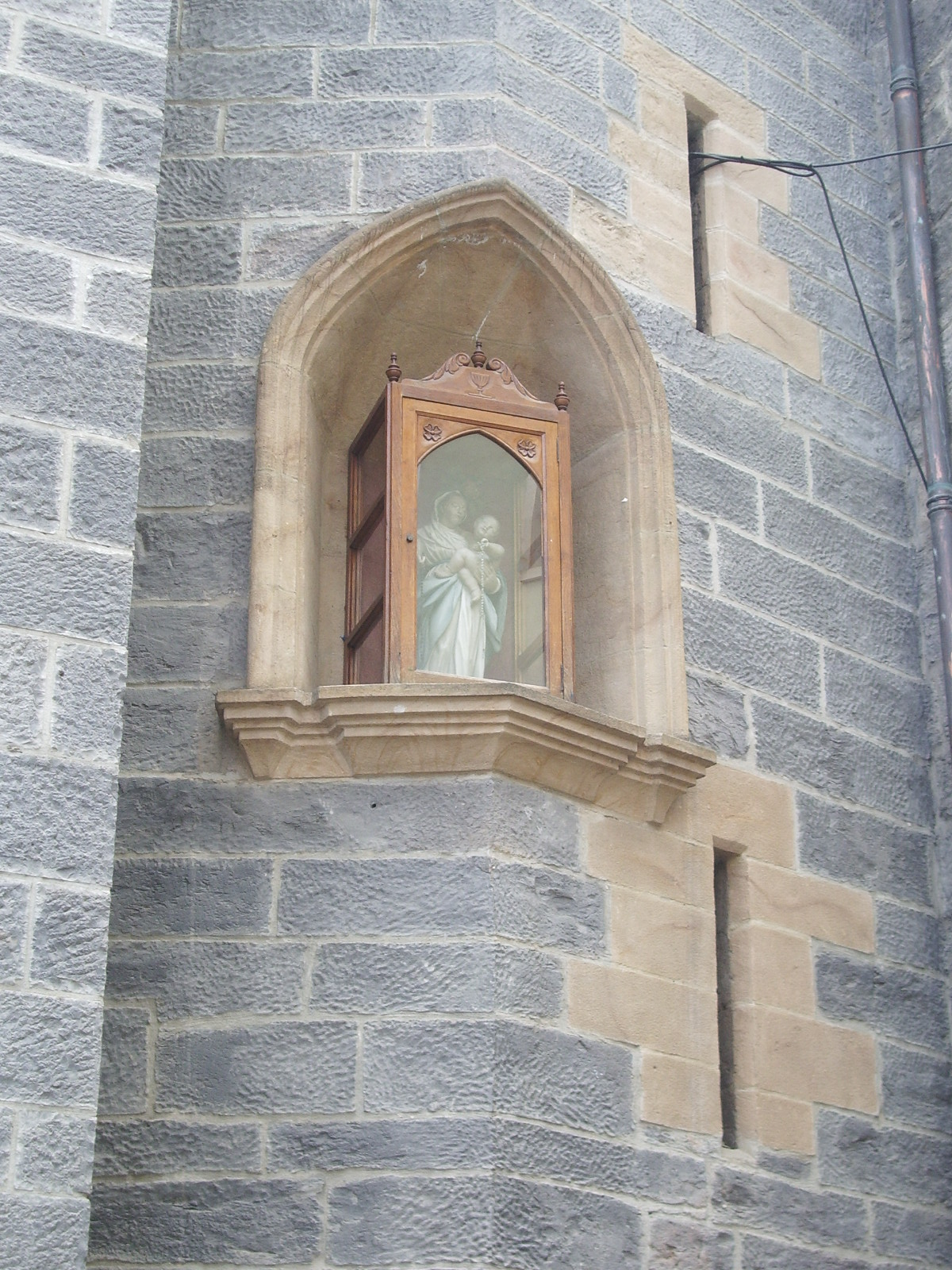
Onze-Lieve-Vrouw van de Heilige Rozenkrans in Arrasate-Mondragón.

## Betekenis
Maritxu Kajoi is Baskisch voor Kleine Maria in een doos. Dit refereert aan een beeldje van Maria dat in een glazen doos aan de wand van een kerk op het centrale plein van Arrasate hangt.

## Herkomst feest
Drinkers in Arrasate proostten tijdens hun dronk altijd naar kleine Maria, Maritxu. Om deze 'traditie' levend te houden, vroegen mensen aan de priester of ze er een officiële feestdag van mochten maken.
Gezien het goddeloze karakter verbood de priester het. De drinkers waren echter koppig en zetten het idee toch door. Een feestdag was geboren.

## Het feest
Tegenwoordig viert men het feest door in pak of andere chique kledij de dag door te brengen. Overdag zijn er verschillende al dan niet politieke activiteiten, parades en muziek. Na een zogenaamd wonder, zoals een fontein die plotseling wijn spuit, begint het avondgedeelte. Hier gaan de Basken netjes gekleed alle bars langs en is het niets meer dan een drinkersfeest, maar wel in pak.